# Antonov An-124 Ruslan
Antonov An-124 Ruslan (Tên hiệu NATO: Condor) là loại máy bay vận tải lớn nhất từng được sản xuất hàng loạt (trước chiếc Airbus A380),cho tới khi An-225 Mriya xuất hiện,đây từng là chiếc máy bay lớn nhất được chế tạo.Trong thời kỳ phát triển nó được gọi là An-400 hay An-40 ở phương Tây,và nó cất cánh lần đầu năm 1982.Hơn bốn mươi chiếc hiện đang hoạt động (26 phiên bản dân sự và 10 đơn hàng ở thời điểm tháng 8 năm 2006) tại Nga, Ukraina, UAE và Libya.
Về hình dáng, An-124 tương tự loại C-5 Galaxy của Lockheed, nhưng hơi lớn hơn. An-124 từng được dùng chuyên chở đầu máy xe lửa, thuyền buồm, thân máy bay, và nhiều loại hàng hoá quá cỡ khác. Đầu An-124 có thể hạ thấp tạo điều kiện thuận lợi cho việc chất hàng. An-124 phiên bản quân sự có thể chở 150 tấn hàng hoá: nó cũng có thể chở 88 người trong một khoang phía trên sau buồng lái.Tuy nhiên, vì khả năng điều áp hạn chế trong thân,nó hiếm khi chở lính dù.
An-124 được sản xuất song song bởi hai nhà máy: công ty Aviastar-SP Nga (Tổ hợp Công nghiệp Hàng không Ulyanovsk trước kia) và Nhà máy Hàng không Kyiv AVIANT, tại Ukraine. Việc sản xuất hàng loạt đã ngừng lại cùng với sự tan rã của Liên bang Xô viết. Năm khung chưa hoàn thành từ thời Xô viết đã được hoàn tất năm 2001 (1), 2002 (1), và 2004 (3). Tuy hiện không có chiếc An-124 nào đang được chế tạo - Nga và Ukraine hiện đang nỗ lực tái sản xuất hàng loạt loại máy bay này năm 2008-2009.
Bởi chiếc máy bay này ban đầu chỉ được thiết kế để hoạt động không thường xuyên trong quân đội, những chiếc An-124 đầu tiên được chế tạo với tuổi thọ 7.500 giờ bay và có thể kéo dài thêm. Tuy nhiên, nhiều chiếc đã hoạt động hơn 15.000 giờ bay. Để đáp ứng những phàn nàn từ phía các khách hàng thương mại, những chiếc máy bay chế tạo sau năm 2000 (An-124-100) có tuổi thọ lên tới 24.000 giờ bay, những chiếc cũ cũng đang được nâng cấp lên tiêu chuẩn này. Kế hoạch kéo dài tuổi thọ lên tới 40.000 giờ bay cũng đang được tiến hành. Doanh nghiệp nhà nước Kyiv Aviation Plant AVIANT (Kiev, Ukraina) đang cung cấp phiên bản nâng cấp АN-124-100М-150.

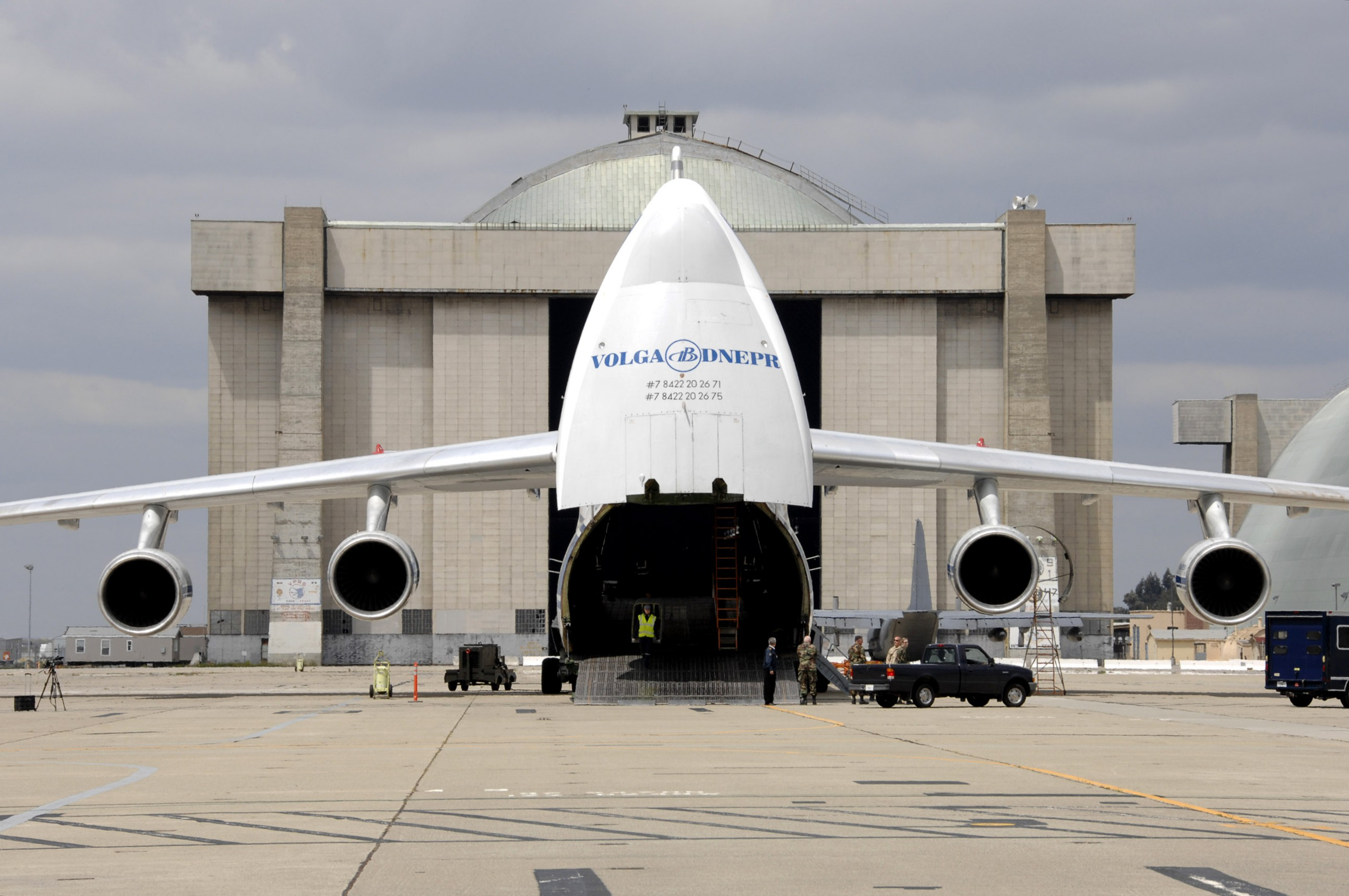
AN-124 tại Sân bay Liên bang Moffett vận chuyển máy bay trực thăng thuộc Không lực Hoa Kỳ tới Afghanistan.

## Hoạt động

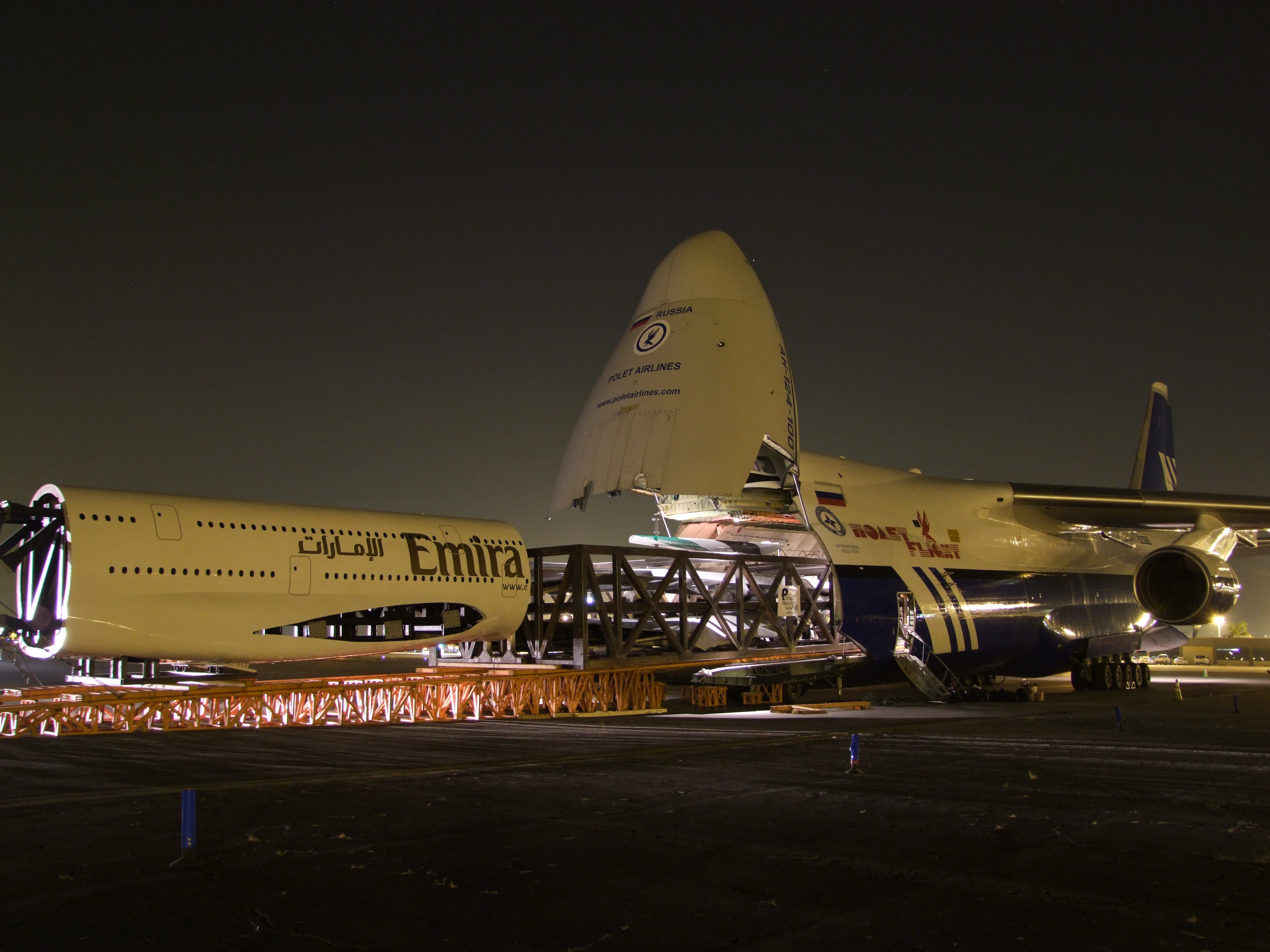

Đức đứng đầu trong việc thuê An-124 cho nhu cầu vận chuyển chiến lược đường không của NATO trong thời gian gần đây. Hai chiếc đã được thuê tạm từ SALIS GmbH cho tới khi chiếc Airbus A400M sẵn sàng hoạt động.
Công ty vận chuyển Nga Volga-Dnepr có hợp đồng vận chuyển những bộ phận ngoài máy bay tới nhà máy Everett với Boeing. An-124 là phương tiện vận tải hàng không duy nhất cho những chiếc động cơ tuốc bin cánh quạt (đã lắp ráp hoàn thành) General Electric GE90 được sử dụng cho loại Boeing 777 dân dụng cỡ lớn.
Lockheed Martin đã ký hợp đồng với Antonov AN-124 để vận chuyển phương tiện phóng Atlas V từ Denver đến Mũi đất Canaveral. 2 chuyến bay được yêu cầu để chuyển mỗi phương tiện phóng (một cho bệ tên lửa chính Atlas V và cái khách cho bệ trên Centaur).
Airbus Transport International đã lựa chọn một công ty vận chuyển Nga khác là Polet Airlines làm 'nhà vận chuyển được chỉ định' của họ. Polet hy vọng ba chiếc An-124-100 của họ sẽ chuyên chở các thiết bị vũ trụ do EADS, bên sở hữu tới 80 phần trăm Airbus, sản xuất và các thành phần khác của siêu máy bay Airbus A380. Bởi Rolls-Royce Trent 900 là động cơ duy nhất của A380 có thể chuyên chở tổng thành trong một chiếc Boeing 747F, đối thủ cạnh tranh Engine Alliance GP7200 cần một máy bay vận tải lớn hơn, như An-124, nếu nó được vận chuyển tổng thành.

## Các hoạt động đáng chú ý

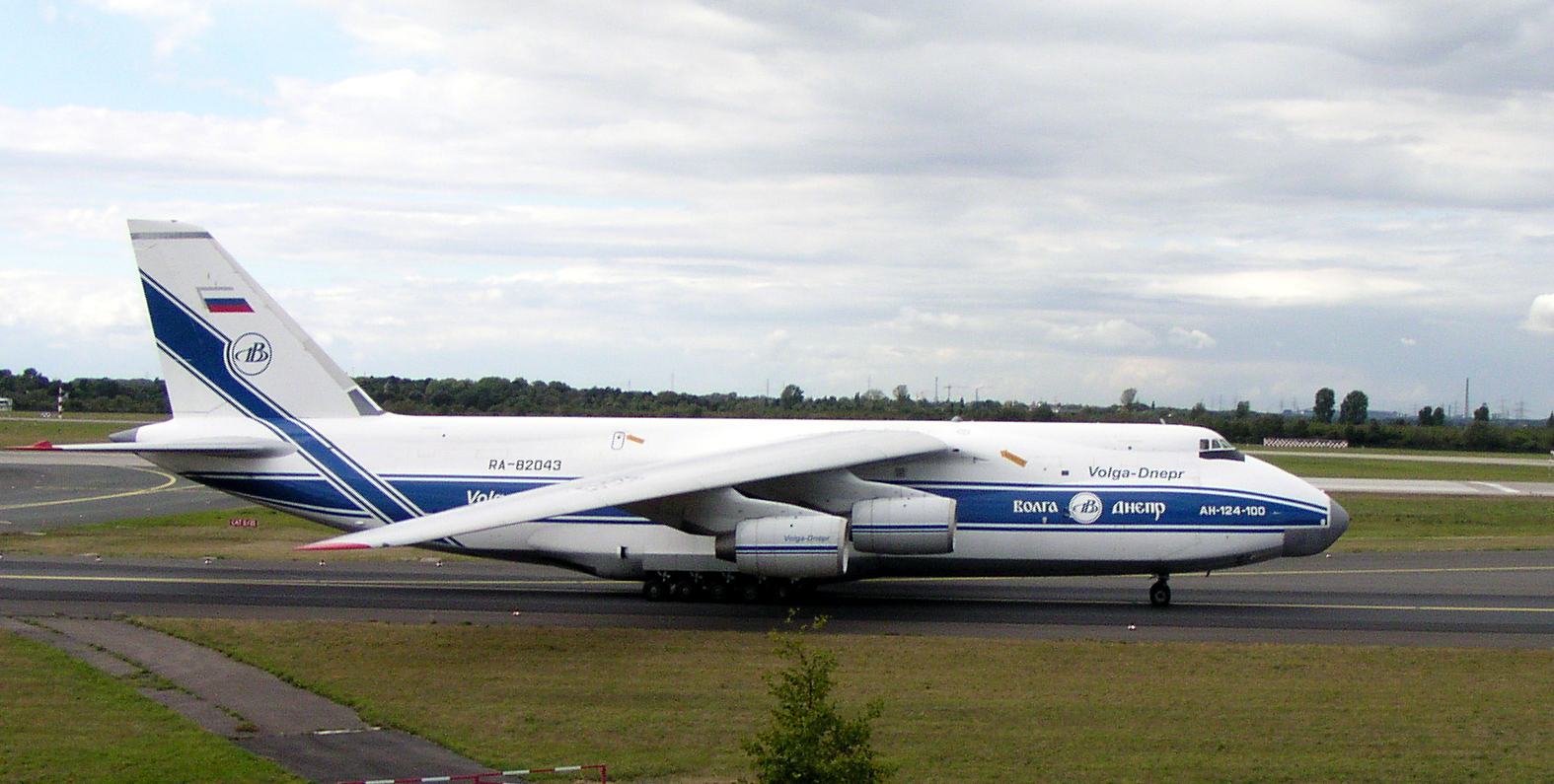
An-124-100 Ruslan thuộc hãng Volga-Dnepr

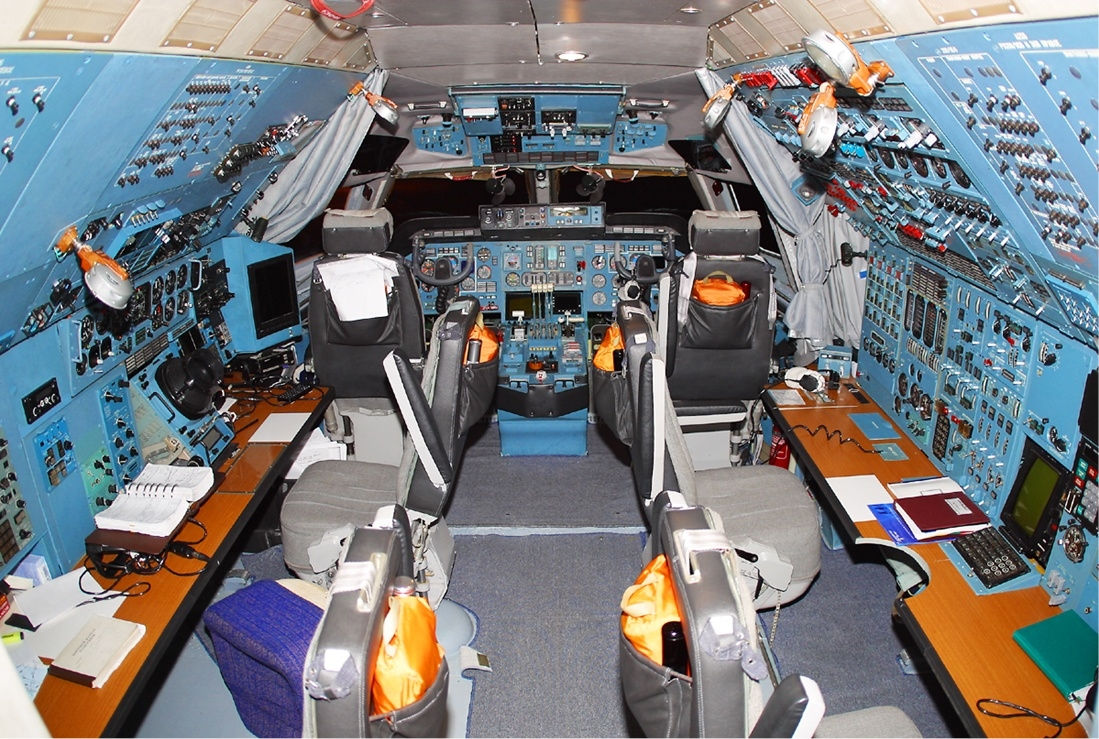
Buồng lái của An-124

- Tháng 5 năm 1987, một chiếc An-124 đã lập một kỷ lục thế giới, bay 20.151 km (10.881 nmi) mà không cần tiếp nhiên liệu. Chuyến bay kéo dài 25 giờ 30 phút; trọng lượng cất cánh 455.000 kg. Kỷ lục trước đó do chiếc B-52H giữ (18.245 km).
- Tháng 7 năm 1985, một chiếc An-124 mang 171.219 kg hàng lên độ cao 10.750 m.
- Một chiếc An-124 đã được dùng để vận chuyển Đài kỷ niệm Axum quay về quê hương cũ của nó tại Ethiopia tháng 4 năm 2005. Cuộc vận chuyển hoàn thành sau ba chuyến bay, mỗi chuyến mang một phần ba công trình nặng 160 tấn với 24 mét (78 ft) chiều dài. Đường băng tại Axum đã được sửa chữa để phục vụ được loại máy bay lớn đó.
- Một chiếc An-124 đã được sử dụng vận chuyển chiếc máy bay do thám điện tử EP-3E Aries II từ Đảo Hải Nam, Trung Quốc ngày 4 tháng 7 năm 2001 trong Vụ rắc rối máy bay gián điệp Hoa Kỳ-Trung Quốc.
- Một đầu máy xe lửa nặng 109 tấn đã được một chiếc An-124 chở từ Canada tới Ireland tháng 6 năm 1994.[8]
- Một chiếc Volga-Dnepr An-124 đã vận chuyển một chú cá voi từ Nice (Pháp) tới Nhật Bản; Một chuyến bay khác chuyển một chú voi từ Moscow tới Đài Loan.[9]
- Ngày 9 tháng 9 năm 2003, một chiếc Antonov An-124 đã chở một vessel head tới Sân bay Quốc tế Harrisburg tại Pennsylvania, để sử dụng tại Tổ máy một nhà máy điện hạt nhân Three Mile Island.
- Hãng Air Launch Aerospace Corporation (ALAC) tại Nga sẽ phát triển một hệ thống chuyên chở không gian trên quỹ đạo gần trái đất sử dụng một phương tiện phóng không gian được mang trên máy bay AN-124-100AL.
- Từ tháng 7 năm 2007, ba hoặc hơn các chuyến bay mỗi tuần được thực hiện từ căn cứ quân sự Fort Wainwright tại Fairbanks Alaska (nguồn gốc và nơi đến không được tiết lộ).
- Những chiếc An-124 được cung cấp bởi hãng Ruslan International[10], một công ty vận tải chuyên dụng đặt cơ sở tại Stansted Vương quốc Anh, đã được thuê để đáp ứng những nhu cầu của hãng BAE Systems, nhằm vận chuyển các khung máy bay như một phần của chương trình tân trang Nimrod của họ.

## Mức độ an toàn

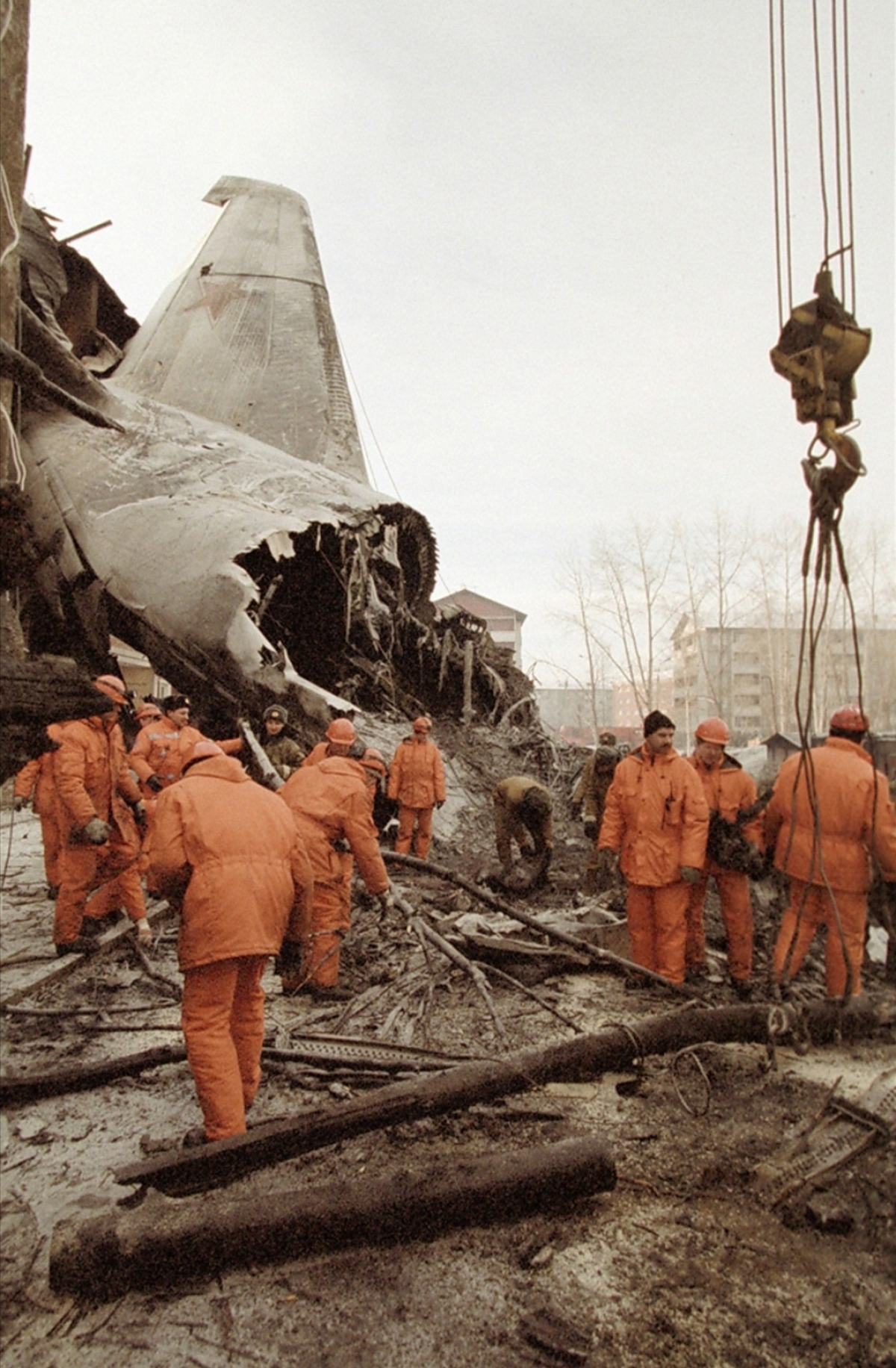
Antonov An-124 gặp tai nạn tháng 12/1997.

Tới năm 2005 An-124 đã gặp bốn vụ tai nạn nghiêm trọng, với tổng cộng 50 thương vong, diễn ra trong khoảng giữa năm 1992 và 1997:
1. CCCP-82002, thuộc Antonov Airlines lao xuống đất gần Kiev, Ukraina ngày 13 tháng 10 năm 1992 trong chuyến bay thử. 8 người thiệt mạng.
2. RA-82071, thuộc Aviastar Airlines lao vào một ngọn núi tại 11.000' trong khi chuẩn bị hạ cánh tại Kerman, Iran ngày 15 tháng 11 năm 1993. 17 người thiệt mạng.
3. RA-82069, thuộc sở hữu Aeroflot nhưng do Ajax điều hành, đâm xuống đất tại Torino, Italia, trong chuyến bay vòng ngày 8 tháng 10 năm 1996. 2 người thiệt mạng.
4. RA-82005, do Không quân Nga điều hành, đâm xuống đất sau khi cất cánh tại Irkutsk, Nga, ngày 5 tháng 12 năm 1997. 23 người thiệt mạng.[11]

Các vụ tai nạn nhỏ của An-124 gồm:
1. UR-82029, thuộc sở hữu của Antonov Airlines đã chạy quá đường băng tại Windsor, Ontario khi đang hạ cánh trong tuyết đêm ngày 18 tháng 12 năm 2000. Nó dừng lại khi đã vượt quá đường băng 340 feet sau khi hạ cánh cách điểm đầu đường băng 25, đường băng này dài 7850. Không ai trong số 20 người trên máy bay bị thương, và máy bay bị hư hại nhẹ và không bị hỏng các vật liệu.[12]

## Các phiên bản
An-124 Ruslan
Máy bay vận tải cầu hàng không hạng nặng chiến lược.
An-124-100
Máy bay vận tải thương mại.
An-124-100M
Phiên bản vận tải thương mại trang bị hệ thống điện tử hàng không của Phương Tây.
An-124-102
Phiên bản vận tải thương mại.
An-124-130
Phiên bản trong kế hoạch.

## Các quốc gia sử dụng

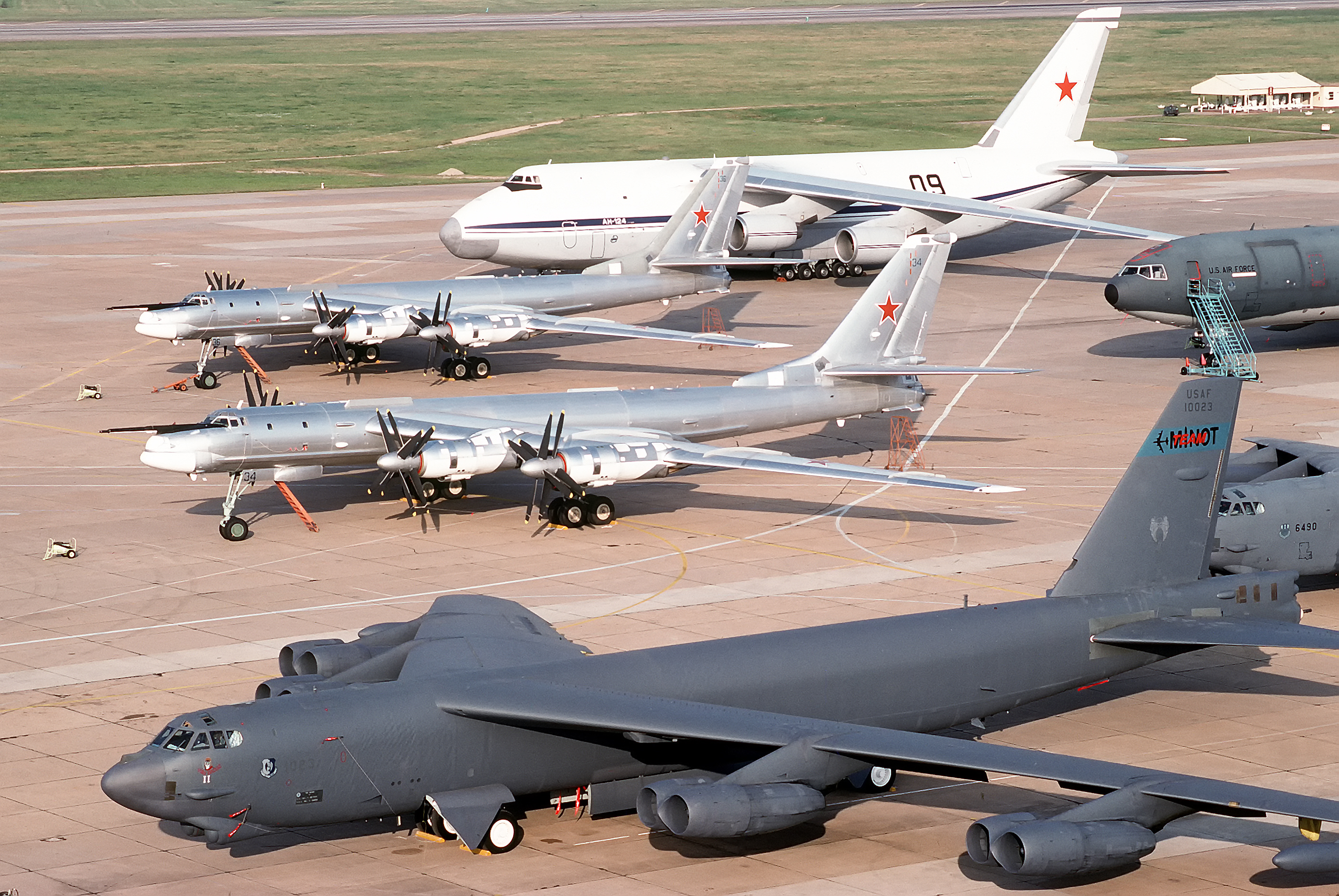
2 B-52, 2 Tu-95 và 1 AN-124

### Quân sự
- Liên Xô: Không quân Xô viết
- Nga: Không quân Nga
- Ukraina: Không quân Ukraina[13]

### Dân sự
Đến tháng 8 năm 2006, tổng cộng đã có 26 chiếc Antonov An-124 tiếp tục hoạt động trong các hãng hàng không, với 10 chiếc cũng đang được đặt hàng chế tạo. Chúng hiện được điều hành bởi:
| Hãng hàng không       | Đang hoạt động | Đặt hàng |
| --------------------- | -------------- | -------- |
| Volga-Dnepr           | 10             | 5        |
| Antonov Design Bureau | 7              | 0        |
| Polet Airlines        | 6              | 5        |
| Libyan Arab Air Cargo | 2              | 0        |
| Maximus Air Cargo     | 1              | 0        |

#### Các quốc gia trước đây
- Nga

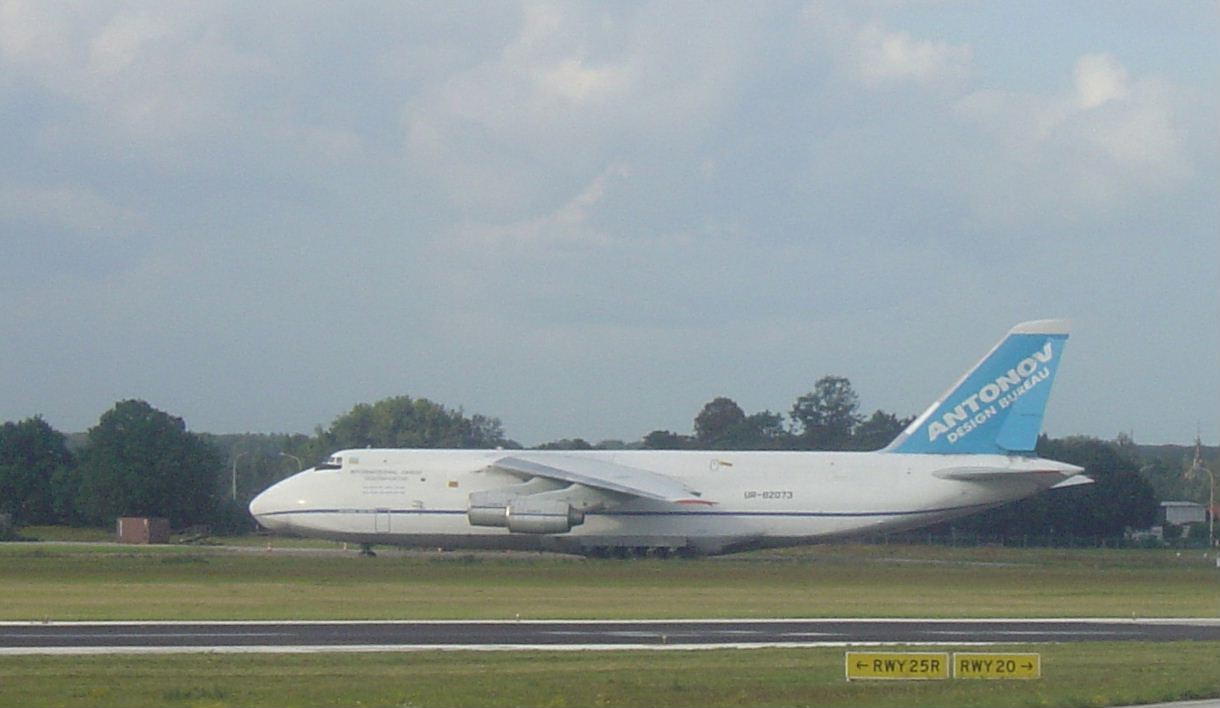
AN-124 tại Brussels

  - Aeroflot Russian International Airlines
  - Ayaks (Ajax)
  - Russian State Transport Company
  - Transaero Airlines
- Liên Xô
  - Aeroflot Soviet Airlines
- Anh Quốc
  - Air Foyle (hợp tác với Phòng thiết kế Antonov)
  - HeavyLift Cargo Airlines (hợp tác với Volga-Dnepr Airlines)
- Antonov AirTrack
- Titan Cargo
- TransCharter Titan Cargo

## Tầm hoạt động

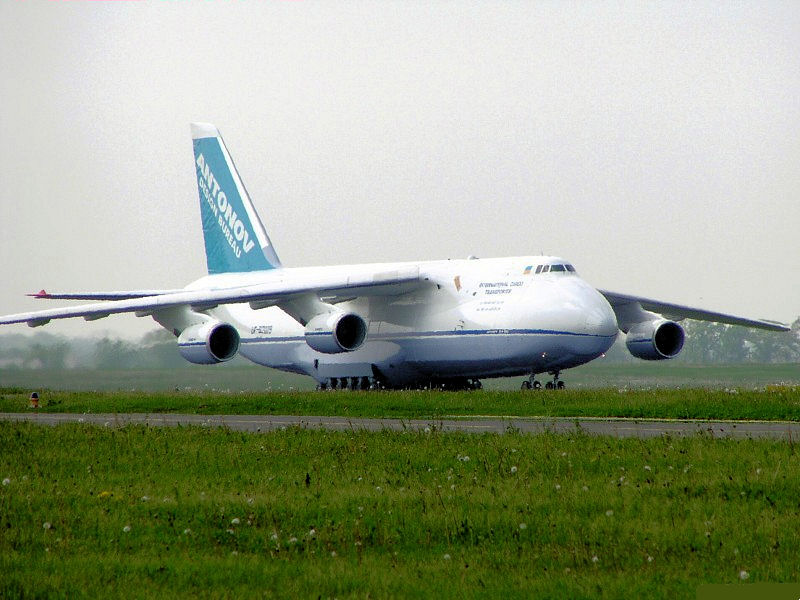
AN-124 Ruslan

### An-124-100
- 0 tấn hàng = 15.000 km [14]
- 10 tấn hàng = 14.125 km
- 20 tấn hàng = 13.250 km
- 30 tấn hàng = 12.375 km
- 40 tấn hàng = 11.500 km
- 72 tấn hàng = 8.700 km
- 90 tấn hàng = 7.125 km
- 97 tấn hàng = 6.495 km
- 104 tấn hàng = 5.900 km
- 108 tấn hàng = 5.550 km
- 120 tấn hàng = 4.500 km
- 122 tấn hàng = 4.325 km

Source: http://www.voldn.ru/

### АN-124-100М-150
- 92 tấn hàng = 7.500 km
- 113 tấn hàng = 5.925 km
- 120 tấn hàng = 5.400 km
- 122 tấn hàng = 5.250 km

### Tầm hoạt động so sánh với các loại máy bay khác
- Airbus A380F có tầm hoạt động 10.400 km với 152 tấn hàng.
- C-5 Galaxy có tầm hoạt động 3.982 km với 122 tấn hàng. An-124 có tầm hoạt động lớn hơn 32%.
- Boeing 747-400 có tầm hoạt động 8.240 km với 113 tấn hàng, 39% lớn hơn An-124 và 79% lớn hơn C-5 Galaxy.
- Il-96-400T có tầm hoạt động 4800 km với 92 tấn hàng. An-124 có tầm hoạt động lớn hơn 56%. Tuy nhiên với 40 tấn hàng cả An-124 và Il-96-400T có cùng tầm hoạt động: 11.500 km.

## Thông số kỹ thuật (An-124)
Dữ liệu lấy từ antonov.com

### Đặc điểm riêng
- Phi đoàn: 6 (phi công, phi công phụ, hoa tiêu, kỹ sư trưởng chuyến bay, kỹ sư bay điện, điều hành viên vô tuyến điện) + 2 tiếp viên
- Sức chứa: 88 hành khách trên thân máy bay phía trên, hoặc khoang chứa có thể có thêm 350 hành khách trên hệ thống ghế ngồi có pallet / 150.000 kg
- Trọng tải: 150.000 kg (330.000 lb)
- Chiều dài: 68.96 m (226 ft 3 in)
- Sải cánh: 73.3 m (240 ft 5 in)
- Chiều cao: 20.78 m (68 ft 2 in)
- Diện tích cánh: 628 m² (6.760 sq ft)
- Trọng lượng rỗng: 175.000 kg (385.000 lb)
- Trọng lượng cất cánh: 229.000 kg (505.000 lb)
- Trọng lượng hữu ích: 230.000 kg (508.000 lb)
- Trọng lượng cất cánh tối đa: 405.000 kg (893.000 lb)
- Động cơ: 4× động cơ phản lực cánh quạt đẩy Lotarev D-18, 230 kN (51.600 lbf) mỗi chiếc

### Hiệu suất bay
- Vận tốc cực đại: 865 km/h (467 kn (537 mph))
- Vận tốc hành trình: 800 km/h (430 kn (490 mph))
- Tầm bay: 5.400 km (2.900 nm, 3.360 mi (5.410 km))
- Trần bay: 12.000 m (35.000 ft)
- Vận tốc lên cao: n/a
- Lực nâng của cánh: 365 kg/m² (74.7 lb/sq ft)
- Lực đẩy/trọng lượng: 0.41

## Nội dung liên quan

### Máy bay có cùng sự phát triển
- An-225

### Máy bay có tính năng tương đương
- C-5 Galaxy

### Trình tự thiết kế
An-72 - An-74 - An-88 - An-124 - An-140 - An-148 - An-174

### Danh sách
- Danh sách máy bay vận tải
- Danh sách máy bay dân sự Liên bang Xô viết và CIS